# OPS 5111
OPS 5111, también conocido como Navstar 1, NDS-1, GPS I-1 y GPS SVN-1, fue un satélite de navegación estadounidense lanzado en 1978 como parte del programa para el desarrollo del Sistema de posicionamiento global. Fue el primer satélite GPS y uno de los once satélites de demostración del bloque I.
OPS 5111 fue lanzado a las 23:44 UTC el 22 de febrero de 1978 con un cohete portador Atlas E/F y una etapa superior SGS-1. El Atlas usado tenía el número de serie 64F y fue originalmente construido como un Atlas F. El lanzamiento tomó lugar en el Space Launch Complex 3E en Vandenberg Air Force Base, y colocó al OPS 5111 en una órbita de transferencia. El satélite se elevó en Órbita circular intermedia usando un motor de apogeo Star-27.
El 11 de abril de 1978, OPS 5111 estuvo en órbita con un perigeo de 20 075 kilómetros (12 474 mi), un apogeo de 20 291 kilómetros (12 608 mi), un periodo orbital de 718 minutos y una inclinación de 63,3 grados del Ecuador.  El satélite estaba destinado a funcionar por 5 años y una masa de 758 kg. Emitió la señal PRN 04 en la constelación de demostración de GPS, y fue retirado del servicio el 17 de julio de 1985.